# Bartelso, Illinois
Bartelso là một làng thuộc quận Clinton, tiểu bang Illinois, Hoa Kỳ. Năm 2010, dân số của làng này là 595 người.

## Dân số
Dân số qua các năm:
- Năm 2000: 593 người.
- Năm 2010: 595 người.